# Lea Johanidesová
Lea Johanidesová (* 21. Dezember 1989 in Ústí nad Orlicí) ist eine ehemalige tschechische Biathletin.

## Karriere
Lea Johanidesová ist Studentin, stammt aus Česká Třebová und lebt in Jablonec nad Nisou. 2000 begann sie mit dem Biathlonsport und startete seit 2006 für den Nationalkader Tschechiens. Die Athletin des Klub biatlonu OEZ Letohrad nahm in Langdorf an ihren ersten internationalen Wettbewerben der Junioren im Rahmen der Biathlon-Europameisterschaften 2006 teil. Sie erreichte den 49. Platz im Einzel, den Platz 51. des Sprints und wurde Siebte im Staffelrennen. Im Jahr darauf nahm sie in Martell an den Junioren-Weltmeisterschaften teil, bei denen sie im Einzel Siebte wurde, im Sprint auf den 26. Platz kam und 33. des Verfolgungsrennen wurde. Ihre zweite Junioren-WM lief Johanidesová 2008 in Ruhpolding. Im Einzel erreichte sie einen 18. Platz, kam im Sprint auf den 14. Platz und wurde 26. der Verfolgung. Kurz darauf lief sie in Nové Město na Moravě auch ihre zweite Junioren-EM, bei der die Tschechin im Einzel Sechste wurde, 31. des Sprints und 22. der Verfolgung. Letztes Großereignis des Jahres wurden die Sommerbiathlon-Weltmeisterschaften 2008 der Junioren in der Haute-Maurienne. Johanidesová nahm an den Wettkämpfen im Crosslauf teil, belegte im Sprint den zehnten Platz und verbesserte sich im Anschluss im Verfolgungsrennen auf Platz fünf. Auch 2009 nahm sie in Oberhof an den Junioren-Wettbewerben der Sommerbiathlon-Weltmeisterschaften 2009 teil. Bei den Crosslauf-Wettbewerben erreichte sie die Ränge elf im Sprint und sechs in der Verfolgung, aus Skirollern wurde die Tschechin 15. im Sprint und Fünfte des Staffelrennens. Bei den Sommerbiathlon-Europameisterschaften 2009 in Nové Město gewann sie mit Bronze im Sprint ihre bislang einzige Medaille bei internationalen Meisterschaften. Nächstes Großereignis wurden die Junioren-Weltmeisterschaften 2010 in Torsby. Johanidesová kam bei drei Rennen zum Einsatz und wurde 37. im Einzel, 49. im Sprint und 41. der Verfolgung. Es folgte die Teilnahme an den Biathlon-Europameisterschaften 2010 der Junioren in Otepää. Sie wurde 15. im Einzel, 28. im Sprint, 24. in der Verfolgung und 9. mit der Mixed-Staffel.
In Obertilliach debütierte Johanidesová 2008 im IBU-Cup. Erste Punkte gewann sie 2009 in Nové Město als 39. eines Sprintrennens. 2010 erreichte sie mit einem 21. Platz in Martell bei einem Einzel ihr bislang bestes Ergebnis in dieser Rennserie. Ein erster Einsatz bei einem Großereignis der Frauen wurde das Mixed-Rennen im Rahmen der Sommerbiathlon-Weltmeisterschaften 2010 in Duszniki-Zdrój, bei dem die Tschechin als Startläuferin der Staffel an der Seite von Jitka Landová, Tomáš Holubec und Tomáš Krupčík Elfte. 2011 startete Johanidesová in Oberhof erstmals im Biathlon-Weltcup. Mit Veronika Vítková, Zdeňka Vejnarová und Barbora Tomešová wurde sie im Staffelrennen Zehnte. Als Schlussläuferin steuerte sie zu dieser Leistung nach Vítková die beste Schießleistung bei. Zwei Tage später lief sie ihr erstes Sprintrennen, bei dem sie 50. wurde.

## Biathlon-Weltcup-Platzierungen
Die Tabelle zeigt alle Platzierungen (je nach Austragungsjahr einschließlich Olympische Spiele und Weltmeisterschaften).
- 1.–3. Platz: Anzahl der Podiumsplatzierungen
- Top 10: Anzahl der Platzierungen unter den ersten zehn (einschließlich Podium)
- Punkteränge: Anzahl der Platzierungen innerhalb der Punkteränge (einschließlich Podium und Top 10)
- Starts: Anzahl gelaufener Rennen in der jeweiligen Disziplin
- Staffel: inklusive Mixed- und Single-Mixed-Staffeln

| Platzierung         | Einzel | Sprint | Verfolgung | Massenstart | Staffel | Gesamt |
| ------------------- | ------ | ------ | ---------- | ----------- | ------- | ------ |
| 1. Platz            |        |        |            |             |         |        |
| 2. Platz            |        |        |            |             |         |        |
| 3. Platz            |        |        |            |             |         |        |
| Top 10              |        |        |            |             | 2       | 2      |
| Punkteränge         |        |        |            |             | 5       | 5      |
| Starts              | 4      | 12     | 1          |             | 5       | 22     |
| Stand: Karriereende |        |        |            |             |         |        |